# 紹爾克拉斯蒂市鎮
紹爾克拉斯蒂市鎮是拉脫維亞的市镇，位於該國北部，行政中心为紹爾克拉斯蒂。市镇面積为277.8平方公里，人口数量为9,230人（2021年）。
紹爾克拉斯蒂市鎮设立于2009年。2021年7月1日，紹爾克拉斯蒂市鎮与塞亞市鎮合并为新的紹爾克拉斯蒂市鎮。